# Enfermedad de Pelizaeus-Merzbacher
La enfermedad de Pelizaeus Merzbacher (Trastorno del espectro de Pelizeaus-Merzbacher)  es una enfermedad hereditaria rara del sistema nervioso central que se caracteriza por pérdida progresiva de la grasa de la vaina de mielina que cubre las fibras nerviosas del cerebro, y las glándulas adrenales. Junto a otras enfermedades es clasificada como leucodistrofia.

## Sintomatología
Los primeros síntomas de la enfermedad de Pelizaeus Merzbacher son nistagmos (espasmos de los músculos del ojo que produce movimientos oculares involuntarios) y movimientos de cabeza, progresando a parálisis, espasticidad, ataxia, demencia, convulsiones y atrofia del nervio óptico. 
En general se hereda como un rasgo recesivo ligado al sexo que afecta a varones; sin embargo, en mujeres se han descrito algunos casos de herencia dominante.

## Diagnóstico
El diagnóstico diferencial debe hacerse con otras enfermedades desmielinizantes, o con enfermedades metabólico degenerativas como las enfermedades de Leigh, Leber y Zellweger, el síndrome de Sjögren-Larson, la esclerosis múltiple, la distrofia muscular congénita, la condrodisplasia punctata rizomiélica y las encefalitis adquiridas.